# Machipo
Machipo ist eine Ortschaft im Departamento Cochabamba im südamerikanischen Anden-Staat Bolivien.

## Lage im Nahraum
Machipo ist eine Ortschaft im Kanton Charagua im Landkreis (bolivianisch: Municipio) Charagua in der Provinz Cordillera. Die Ortschaft liegt auf einer Höhe von 782 m zwischen der Voranden-Kette der Serranía Charagua, die westlich von Machipo auf mehr als 1000 m ansteigt, und dem Feuchtgebiet der Bañados de Izozog im Osten.

## Geographie
Machipo liegt im Bereich des tropischen Klimas im südamerikanischen Gran Chaco, die sechsmonatige Feuchtezeit reicht von November bis April und die Trockenzeit von Mai bis Oktober.
Die Jahresdurchschnittstemperatur beträgt 23 °C (siehe Klimadiagramm Camiri), mit 17 bis 18 °C von Juni bis Juli und über 26 °C von November bis Dezember. Der Jahresniederschlag beträgt knapp 900 mm, feuchteste Monate sind Dezember und Januar mit 175 mm und trockenste Monate Juli und August mit knapp 10 mm.

## Verkehrsnetz
Machipo liegt in einer Entfernung von 277 Straßenkilometern südlich von Santa Cruz, der Hauptstadt des gleichnamigen Departamentos.
Von Santa Cruz führt die asphaltierte Fernstraße Ruta 9 in südlicher Richtung über Cabezas nach Abapó am Ufer des Río Grande und weiter über Ipitá und Villamontes nach Yacuiba an der bolivianischen Grenze zu Argentinien. Fünf Kilometer südlich von Abapó zweigt in östlicher Richtung die Ruta 36 ab, die auf den ersten 39 Kilometern bis San Isidro del Espino asphaltiert ist und dann auf weiteren 91 Kilometern unbefestigter Straße über Igmiri, Saipurú und Tapyta nach Charagua und weiter nach Machipo führt.

## Bevölkerung
Die Einwohnerzahl der Ortschaft ist zwischen den beiden letzten publizierten Volkszählungen um etwa 15 Prozent zurückgegangen. Detaildaten der aktuellen Volkszählung von 2012 liegen derzeit noch nicht vor:
| Jahr | Einwohner | Quelle       |
| ---- | --------- | ------------ |
| 1992 | 337       | Volkszählung |
| 2001 | 289       | Volkszählung |
| 2012 | 327       | Volkszählung |

Die Region weist einen deutlichen Anteil an Guaraní-Bevölkerung auf, im Municipio Charagua sprechen 48,8 Prozent der Bevölkerung die Guaraní-Sprache.